# Roberto Junguito
Roberto Junguito Bonnet, né le 5 mars 1943 à Bogota en Colombie et mort le 27 décembre 2020 dans la même ville,, est un ambassadeur colombien.
Il a également été ministre de l'Agriculture et du Développement rural et des Finances et du Crédit public.